# Sirkó László
Sirkó László (Cegléd, 1950. szeptember 18. –) magyar színész, a Kecskeméti Katona József Nemzeti Színház örökös tagja.

## Életpálya
Pályáját 1972–1974 között a kecskeméti Katona József Színházban kezdte, mint segédszínész. 1974–1986 között a Budapesti Gyermekszínház tagja volt. 1977-ben szerzett színész diplomát a Színház- és Filmművészeti Főiskolán, Kazán István osztályában. 1986-ban Lendvay Ferenc szerződtette a Kecskeméti Katona József Színházhoz, azóta itt játszik. 1986–2000 között a Kecskeméti Erdei Ferenc Művelődési Központ Gyermekszínházának rendezője és művészeti vezetője volt.1994-ben létrehozta a Kecskeméti Színitanodát, melyben 17 évíg tanított.
Mindkét lánya, (Anna és Eszter) a színész pályát választotta. A Kecskeméti Katona József Nemzeti Színház örökös tagja.

## Fontosabb színházi szerepei
- Száraz György – Aldobolyi Nagy György: Pincebuli... Egy fiú a cirkuszból (Győri Kisfaludy Színház)
- Mark Twain: Tom Sawyer kalandjai... Huckleberry Finn
- Ivan Szergejevics Turgenyev: Egy hónap falun... Bolsincov, szomszéd
- Valentyin Petrovics Katajev: Magányos fehér vitorla... Gavrik, nagyapó unokája
- Molière: Scapin furfangjai... Scapin
- Molière: Don Juan... Vasárnap úr, kereskedő
- Pierre-Augustin Caron de Beaumarchais: Figaro házassága... Antonio
- Friedrich Schiller: Ármány és szerelem... Miller, városi zenész, csellista; Komornyik, a hercegi udvarból
- Polgár András: Családi fénykép... Tanár úr
- William Shakespeare: Rómeó és Júlia... Benvolio; Escalus, Verona hercege
- William Shakespeare: A makrancos hölgy... Vincentio, Nemes úr
- William Shakespeare: Sok hűhó semmiért... Boracchio, Don John ember
- William Shakespeare: A vihar... Alonso, Nápoly királya
- Carlo Goldoni: Hebehurgya hölgyek... Luca, öreg és süket
- Carlo Goldoni: Chioggiai csetepaté... Toni, (Antonio) halászbárka tulajdonos
- Carlo Goldoni: Nyaralás... Filippo, szálloda tulajdonos
- Arisztophanész: Lüszisztraté... Akrosztichón
- Friedrich Dürrenmatt: Fizikusok... Möbius
- Nyikolaj Vasziljevics Gogol: A revizor... Anton Antonovics Szkvoznyik-Dmuhanovszkij, polgármester
- Nyikolaj Vasziljevics Gogol: Az őrült naplója... Popriscsin
- Nyikolaj Vasziljevics Gogol: Háztűznéző... Fjokla Ivanovna, házasságszerzőnő
- Georg Büchner: Danton halála... Simon, súgó
- Arthur Miller: Pillantás a hídról... Eddie Carbone
- Sławomir Mrożek: Nagykövet... ember
- Georges Feydeau: Balfék... Gérome, Rédillon szolgája
- Alfred Jarry: Übü király... Paizs töstér
- Dušan Kovačević: III. Radován... III. Radován (tipikus büszke paraszt)
- Stanislaw Wyspianski: A magyar menyegző... Dózsa
- Ljudmila Jevgenyjevna Ulickaja: Orosz lekvár... Andrej Ivanovics Lepjohin (Gyugya) 67 nyugdíjas
- Ray Cooney: Család ellen nincs orvosság... Sir Willoughby Drake
- Simon Gray: A játék vége... Jasper
- Lee Hall – Tom Stoppard – Marc Norman: Szerelmes Shakespeare... Tilney
- Thomas Middleton – William Rowley: Átváltozások... Alibius, féltékeny doktor
- Sybille Berg: Helge élete... Helge apja
- Csokonai Vitéz Mihály: Az özvegy Karnyóné s két szeleburdiak... Lázár, boltos legény
- Madách Imre: Az ember tragédiája... a Bábjátékos; Pedellus
- Katona József: Bánk bán... Biberach
- Csiky Gergely: Buborékok... Morosán Demeter
- Jókai Mór: A komédiás had, avagy Thespis kordéja... Boldizsár úr, gúnynevén Jambus, requisitárius
- Mikszáth Kálmán: A beszélő köntös... Brúnó atya
- Móricz Zsigmond: Úri muri... Csörgheő Csuli
- Molnár Ferenc: Liliom... Fogalmazó
- Déry Tibor: Az óriáscsecsemő... Nikodemos
- Füst Milán: Boldogtalanok... Sirma Ferenc, hentesmester, a ház tulajdonosa
- Weöres Sándor: A kétfejű fenevad... Hercsula, hóhér Pécsett, I. Lipót, német-római császár, Drakuletz Edelmund, báró, Szulejman basa, nagyvezér
- Sütő András: Káin és Ábel... Ádám
- Spiró György: Prah... Férfi
- Tasnádi István: Malacbefőtt... Mámor Pál, szerszámgéplakatos
- Tasnádi István: Finito... Pacsik Ferenc, polgármester
- Bereményi Géza – Horváth Károly: Laura... Zeusz , tanár, később hajléktalan
- Gosztonyi János: A mi Józsink... Pergő Celesztin, színidirektor
- Ács János: Casanova nuova... Apa – Színész
- Fazekas István: A megvádolt... Havas
- Giacomo Puccini: Gianni Schicchi... Betto di Signa, sógor
- Jacques Offenbach: Orfeusz az alvilágban... Styx Jankó
- Hervé: Nebántsvirág... Loirot, őrmester
- Kodály Zoltán: Háry János... Öreg Háry János
- Kacsóh Pongrác – Bakonyi Károly – Heltai Jenő: János vitéz... Bartoló
- Jacobi Viktor: Sybill... Poire
- Kálmán Imre: Csárdáskirálynő... Leopold Mária, Lippert-Weilersheim hercege
- Kálmán Imre:  A Cirkuszhercegnő... Sergius nagyherceg
- Kálmán Imre: Marica grófnő... Zsupán; Dragomir herceg
- Kálmán Imre: A cigányprímás... Rácz Pali, cigányprímás
- Kálmán Imre: A Montmartre-i ibolya... Spaghetti
- Huszka Jenő – Martos Ferenc: Bob herceg... Pomponius udvarmester, a herceg nevelője
- Eisemann Mihály – Halász Imre – Békeffi István: Egy csók és más semmi... Kulhanek, elnök
- Huszka Jenő – Martos Ferenc: Lili bárónő... Malomszeghy báró
- Lehár Ferenc: A víg özvegy... Nyegus, írnok
- Szilágyi László – Zerkovitz Béla: Csókos asszony... Kubanek Helmuth, a hentes
- Szirmai Albert – Bakonyi Károly – Gábor Andor: Mágnás Miska... Miska; Nagymama; Leopold, a főkomornyik
- Jerry Herman – Michael Stewart: Hello, Dolly!... Rudolf, főpincér, Rendőr
- Claude-Michel Schönberg – Alain Boublil: A nyomorultak... Gazda, 2.Munkás, Thenardier
- Ennio Morricone: Előre hát, fiúk!... Constantino, Fulvio bátyja
- Müller Péter – Seress Rezső: Szomorú Vasárnap... Seress Rezső
- Presser Gábor – Sztevanovity Dusán – Horváth Péter: A padlás... Témüller
- Tolcsvay László – Müller Péter – Bródy János: Doctor Herz... Olivér
- Tolcsvay László – Müller Péter – Müller Péter Sziámi: Isten pénze... Mr. Ortle, Mr. Fezziwig
- Cseke Péter – Kocsis L. Mihály: Újvilág Passió... Annás
- Lévay Sylvester – Michael Kunze: Elisabeth... Rauscher bíboros
- Vajda Katalin: Anconai szerelmesek... Tomao Nicomaco, anconai polgár
- Kocsis L. Mihály – Cseke Péter: Újvilág passió... Első főpap
- Szente Vajk – Galambos Attila – Juhász Levente: Kőszívű... Tallérossy Zebulon
- Szikora Róbert – Lezsák Sándor – Zsuffa Tünde: Az ég tartja a földet – Erzsébet, a szelem szentje... IX. Gergely
- Gioachino Rossini – Németh Virág: És közben szól a dal...... Cserefes apuka (Ildi apja)
- Hans Christian Andersen – Jevgenyij Lvovics Svarc: A király meztelen... Apakirály
- Maurice Maeterlinck: A kék madár... Idő, Nagyapó, Disznó
- Weöres Sándor: Csalóka Péter... Szereplő (játékmester)
- Thuróczy Katalin: Mátyás mesék... Jacopo Bradi
- Juhász Levente – Kováts Vera: Kököjszi és Bobojsza... Bobojsza
- Lee Hall – Tom Stoppard – Marc Norman: Szerelmes Shakespeare...Tilney

## Önálló est
- Sirkó László: Pompa-dúr

## Filmek, tv
- A hallgatás ára (1977)
- Zsebtévé (1977)
- A dicsekvő varga (1979)
- Egészséges erotika (1983)
- Mint oldott kéve (sorozat, 1983) Párizs-London 1851-1853 című rész; Franciaország 1855-1857 című rész; Magyarország-Bécs-Colmar-Párizs 1849-1951 című rész
- Bolondmalom (1986)
- Moziklip (1986)
- Jóban Rosszban (2018)
- Mintaapák (2020)

## Díjak, elismerések
- Az évad színésze (2000)
- Katona József-díj (2002)
- Bács-Kiskun megye Művészeti Díja (2006)
- Megyei Prima-díj (2007)[2]
- Pék Matyi-díj (2009) (2011)
- Magyar Arany Érdemkereszt (2012)
- Aase-díj (2024)[3]